# 津田沼市
津田沼駅のある市だとすると、もしかして
- 習志野市

ではありませんか？
 1954年に千葉県津田沼町が千葉市の一部を合併し「習志野市（ならしのし）」が発足。津田沼市だった期間は存在しない。